# 9931 Herbhauptman
9931 Herbhauptman este un asteroid din centura principală de asteroizi.

## Descriere
9931 Herbhauptman este un asteroid din centura principală de asteroizi. A fost descoperit pe 18 aprilie 1985 la Observatorul Kleť de Antonín Mrkos. Asteroidul prezintă o orbită caracterizată de o semiaxă mare de 2,38 ua, o excentricitate de 0,18 și o înclinație de 2,5° în raport cu ecliptica.